# Gari lata
Gari lata is een tweekleppigensoort uit de familie van de Psammobiidae. De wetenschappelijke naam van de soort is voor het eerst geldig gepubliceerd in 1855 door Deshayes.